# 단말기

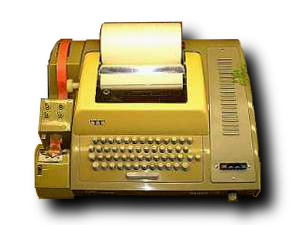
단말 기능을 사용할 수 있는 인쇄 전신기(전신 타자기)

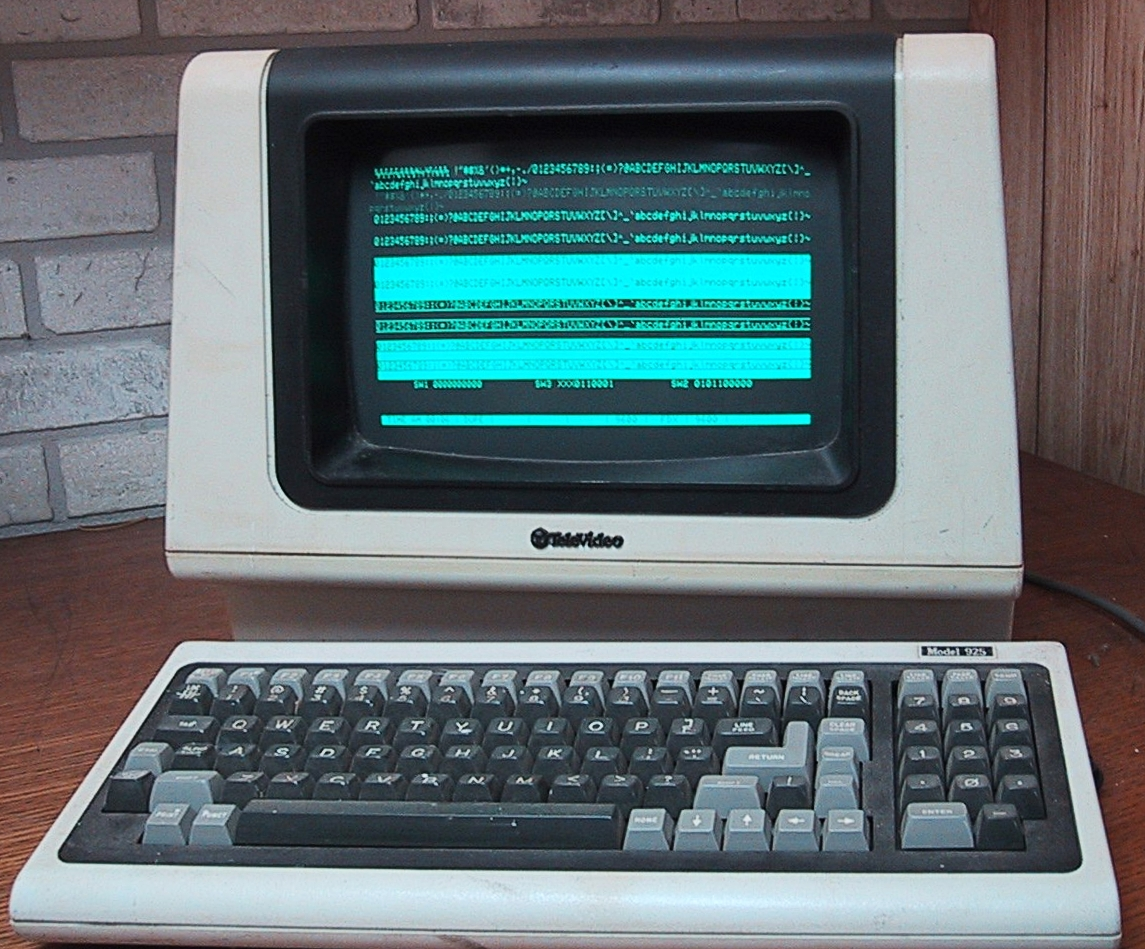
마이크로프로세서를 이용하는 텔레비디오 아스키 문자 방식의 단말기 (1982년 즈음에 제조)

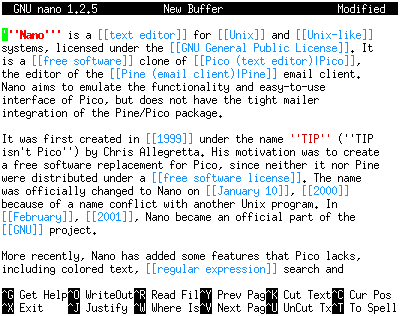
나노 문서 편집기가 xterm 터미널 에뮬레이터에서 실행 중이다.

단말기(端末機, 문화어: 말단) 또는 터미널(영어: terminal)은 컴퓨터나 컴퓨팅 시스템에 데이터를 입력하거나 표시하는 데 쓰이는 전자 하드웨어 기기이다. 컴퓨터 터미널은 인간과 컴퓨터의 인터페이스 (HMI)의 한 예이다.
터미널의 기능은 데이터를 보여 주고 입력하는 데 제한을 받는다. 중대한 로컬 프로그래밍 데이터 기능이 있는 장치는 스마트 터미널(smart terminal) 또는 씬 클라이언트(thin client)라고 부른다. 개인용 컴퓨터는 터미널 기능을 에뮬레이트하는 소프트웨어를 실행할 수 있으며 이따금 로컬 프로그램을 이용하여 먼 거리의 호스트 시스템에 접근할 수 있다. 국어사전에서는 한국어 순화어로 끝 장치( -裝置)라고 갈음한다.

## 인텔리전트 단말기
인텔리전트 단말기("Intelligent" terminal)는 자체 처리를 수행하며 일반적으로 마이크로프로세서가 내장되어 있으나 마이크로프로세서를 갖춘 모든 터미널이 입력의 실질적인 처리를 수행하는 것은 아니다: 부착된 주 컴퓨터는 각 키 입력에 빠르게 반응해야 한다. 이 문맥에서 "인텔리전트"라는 용어는 1969년으로 거슬러 올라간다.

## 텍스트 터미널
텍스트 터미널(text terminal) 또는 텍스트 콘솔(text console)은 텍스트 입력 및 표시를 위한 직렬 컴퓨터 인터페이스이다. 정보는 미리 선택된 문자 배열로 보여 준다.
이러한 장치들이 음극선관(CRT)과 같은 비디오 디스플레이를 이용할 때 "비디오 디스플레이 장치"(VDU) 또는 "비디오 디스플레이 터미널"(VDT)로 부른다.

## 단순 단말기
덤 터미널(dumb terminal) 또는 단순 단말기는 쓰이는 환경에 따라 다양하다.
RS-232 직렬 연결로 통신하는 전통적인 단말기의 경우 단순 단말기는 제한된 수의 제어 코드(CR, LF 등)를 해석할 수 있지만 줄을 지우거나 커서 위치를 제어하는 등의 기능을 수행하는 특별한 이스케이프 시퀀스를 처리할 능력은 없다. 단순 터미널의 경우 기계식 타자기가 하는 것처럼 똑같은 제한된 기능을 지닌다. 이러한 종류의 단순 터미널은 환경 변수 TERM을 dumb로 설정하면 현대의 유닉스 계열 시스템에서 사용할 수 있다. 스마트 단말기는 특히 VT52, VT100, ANSI 이스케이프 시퀀스에서 이스케이프 시퀀스를 처리할 수 있다.
개인용 컴퓨터, 디스크 없는 워크스테이션, 네트워크 컴퓨터, 씬 클라이언트, X 터미널을 포함하는 모든 형태의 키보드 및 화면 컴퓨터 통신 장치를 포함하는 더 넓은 환경에서 단순 단말기는 사용자 프로그램을 실행하거나 데이터를 로컬로 처리하지 않는 RS-232 연결로 직렬 통신하는 모든 종류의 전통 단말기를 가리키는 데 쓰인다.

## 그래픽 단말기
그래픽 단말기는 문자뿐 아니라 그림도 보여준다. 그래픽 단말기는 벡터 방식 방식의 터미널과 래스터 방식의 터미널로 나뉜다.
오늘날 대부분의 단말기는 화면에 그림을 보여 줄 수 있는 그래픽 단말기이다. 그래픽 단말기의 현대적 용어는 씬 클라이언트이다. 씬 클라이언트는 일반적으로 마이크로소프트 윈도우의 RDP, 유닉스 터미널의 X11와 같은 프로토콜을 이용한다. 필요한 대역은 어떠한 프로토콜을 쓰는지, 해상도와 색 깊이는 어떠한지에 따라 달라진다.
현대의 그래픽 단말기는 색이 있는 그림을 보여주고 다양한 크기의 문자, 색, 글꼴을 지원한다.

## 같이 보기
- 단말 에뮬레이터
- Ioctl - Ioctl 시스템 호출을 통해 단말기 고유의 조작이 가능.
- 터미널 서버
- 가상 콘솔
- 신 클라이언트
- 애플 I
- 데이터 단말 장치